# Letecký motor
Letadlové motory (nesprávně letecké motory) slouží k pohonu letadel. Ve většině případů jde o pístové motory nebo spalovací turbíny. Bývají zavěšeny pod křídlem nebo v trupu, ale některé konstrukce letecké motory umisťují na záď letounu, případně jinam.

## Typy leteckých motorů

### Pístový motor

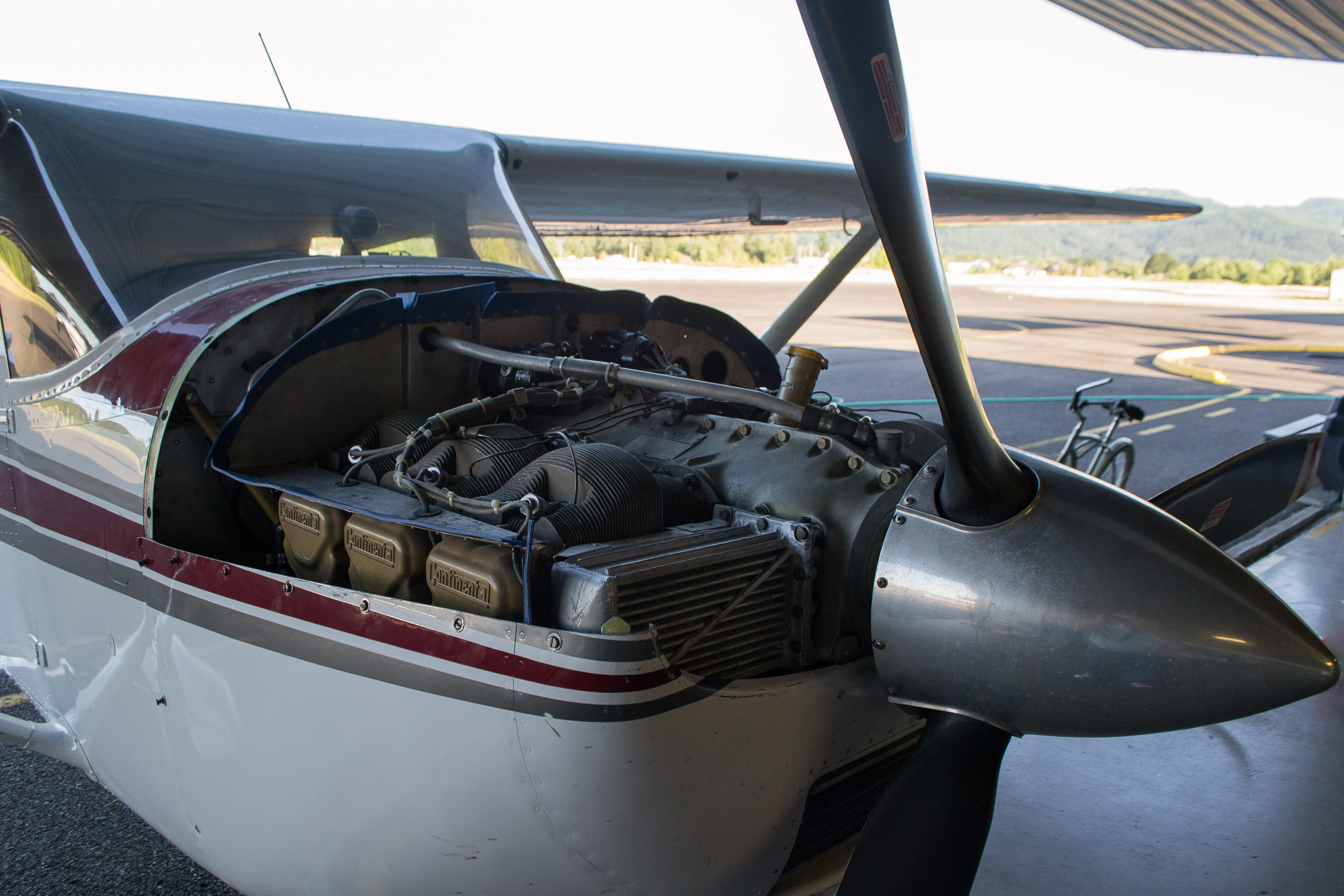
6válcový pístový motor v Cessna 172

Pístový spalovací motor pohání vrtuli přes reduktor. Tento typ pohonu se používá pro malá sportovní nebo dopravní letadla. Je výhodný díky své jednoduchosti a spolehlivosti a také díky nízké spotřebě paliva oproti motorům založeným na spalovací turbíně (turbovrtulový, turbodmychadlový nebo proudový motor). Kvůli přenosu hnací síly prostřednictvím vrtule jsou pístové motory vhodné pro malé letové rychlosti.

### Turbovrtulový motor

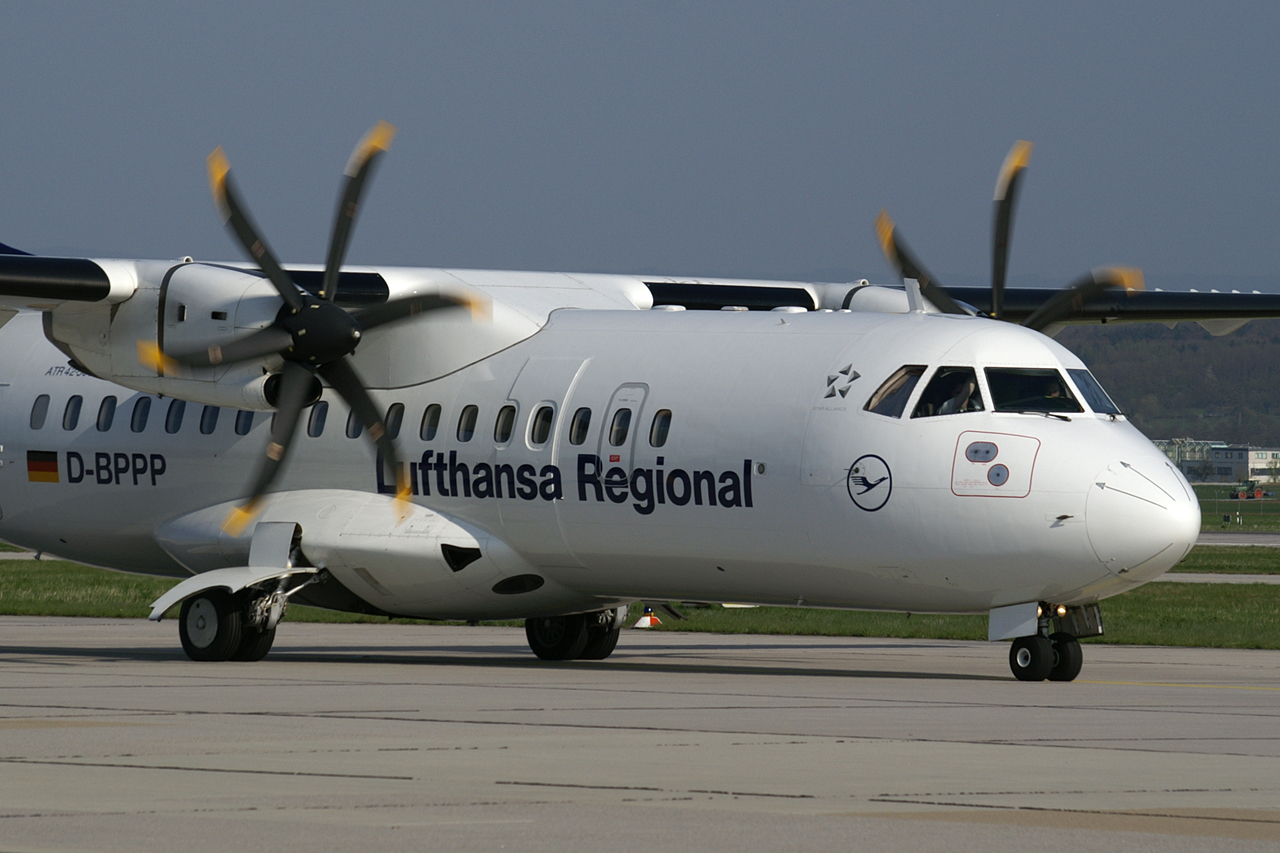
Turbovrtulový motor v ATR 42

Turbína pohání vrtuli přes reduktor. Tento typ motoru je vhodný pro menší letadla, tzv. komutery, (ATR, Dash 8) na regionální a krátké tratě. Kvůli přenosu hnací síly prostřednictvím vrtule (stejně jako pístové motory) jsou turbovrtulové motory vhodné pro malé letové rychlosti. Oproti turbodmychadlovým a proudovým motorům mají turbovrtulové motory lepší účinnost a tedy nižší spotřebu paliva.

### Turbodmychadlový motor

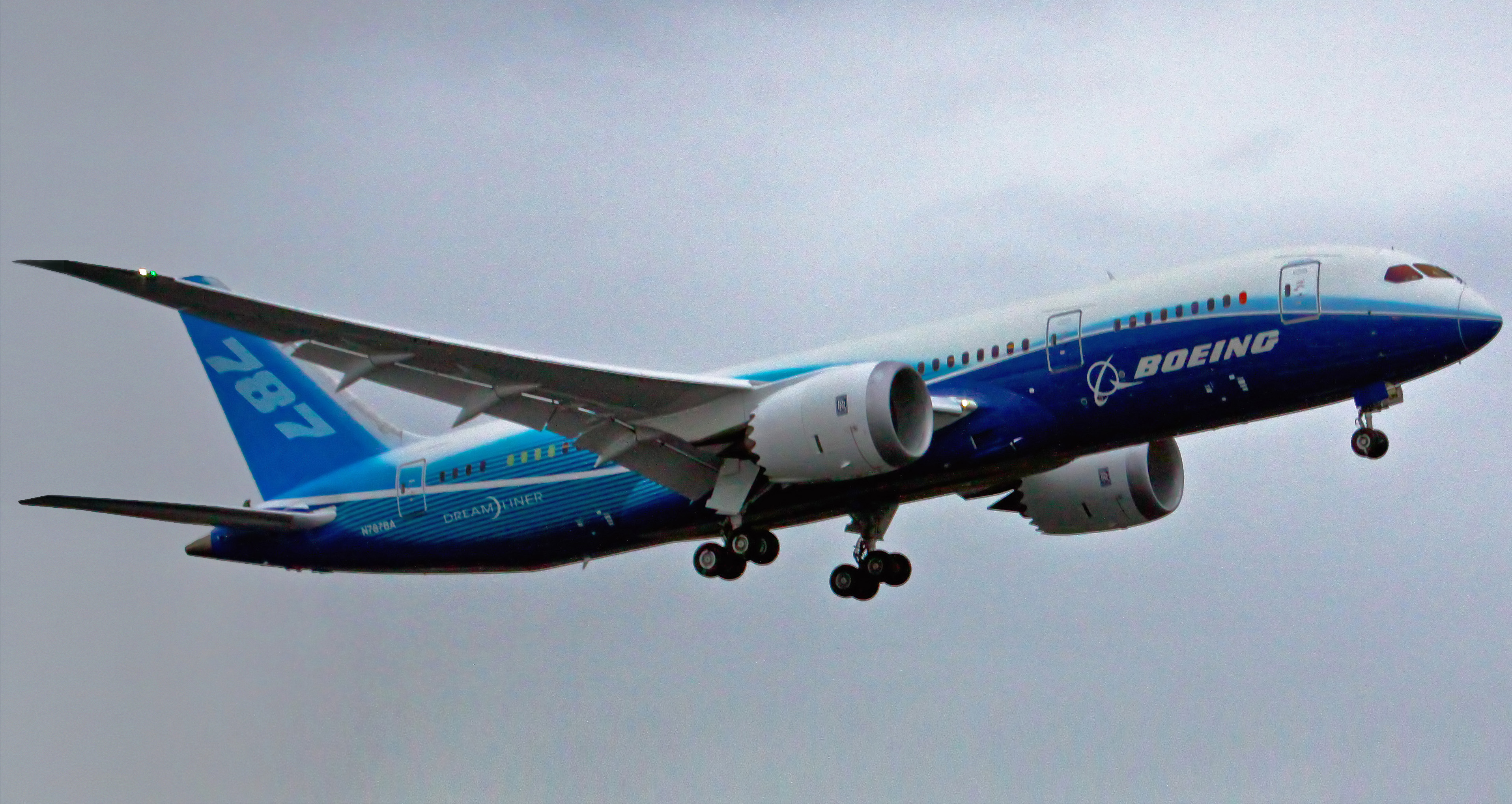
Turbodmychadlový motor v Boeing 787

Používá se především u velkých dopravních letadel nebo mnoha vojenských letadel. Je vhodný pro vysoké podzvukové rychlosti.

### Proudový motor

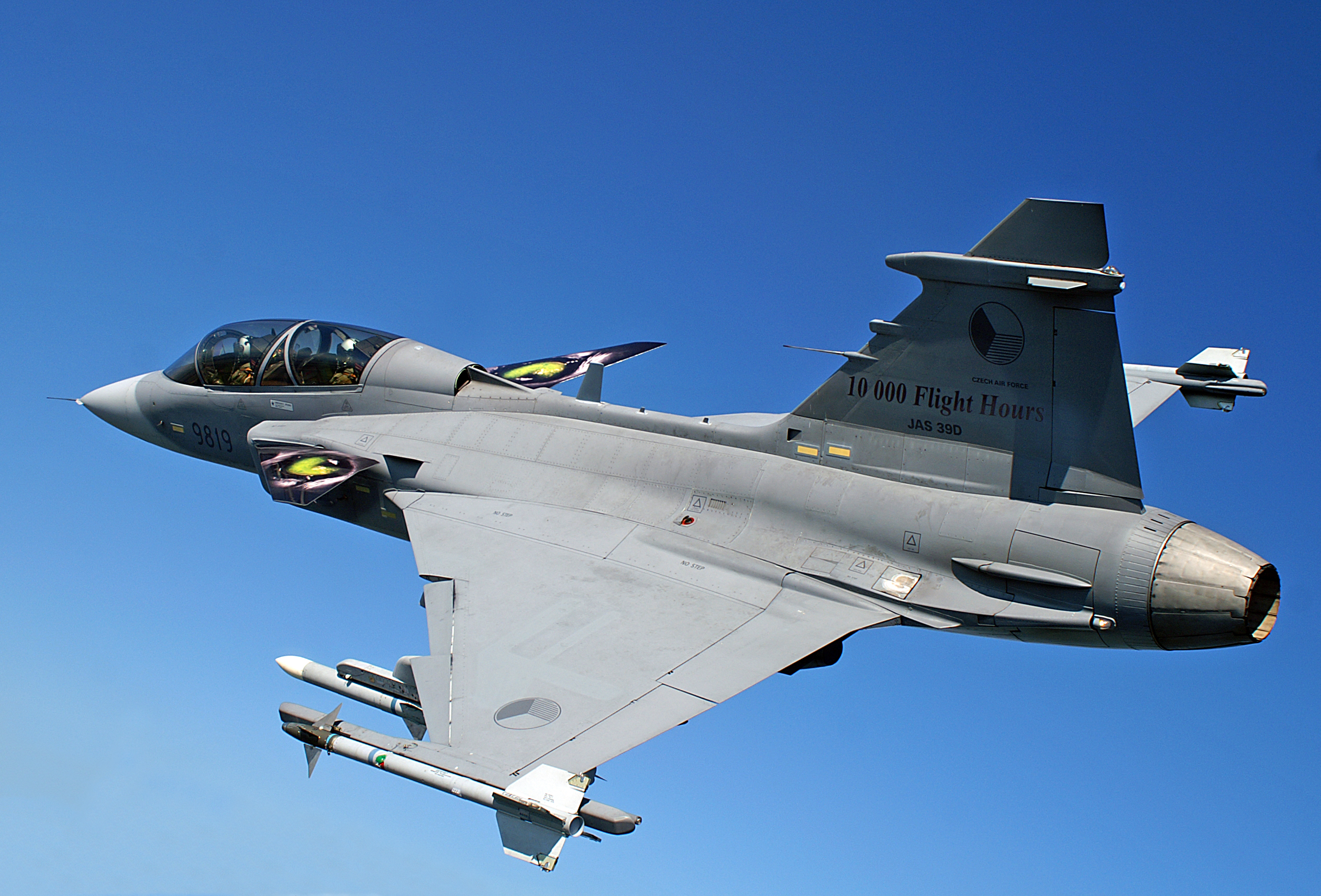
Proudový motor v Saab JAS-39 Gripen

Vysoký tlak plynu vycházejícího z jeho výfuku je ideální pro dosažení nadzvukové rychlosti. Příkladem letounu s proudovými motory je Concorde nebo mnohé nadzvukové stíhací letouny.

### Raketový motor

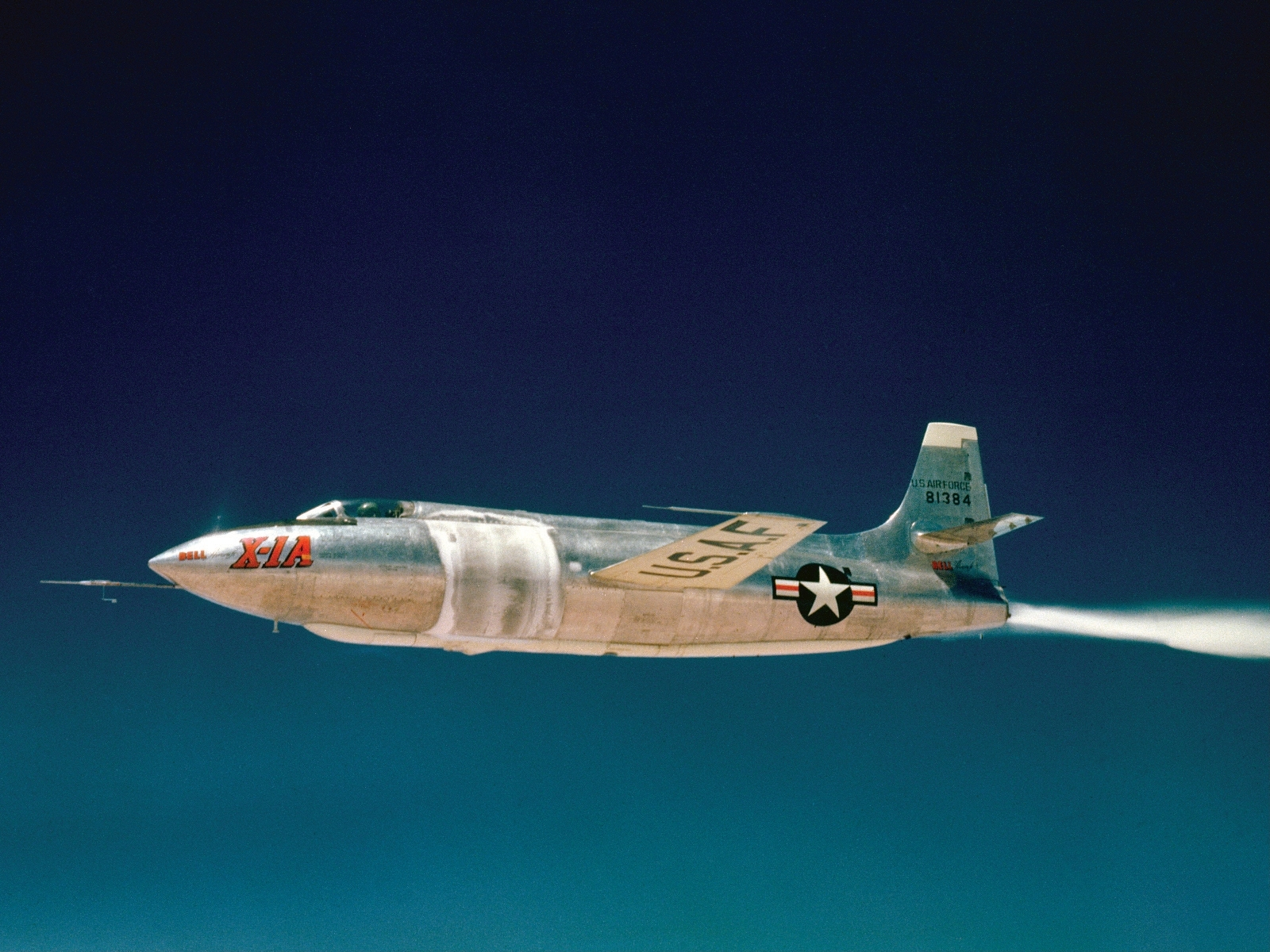
Raketový motor v Bell X-1

Raketový motor je výhodný pro dosažení nejvyšších rychlostí letu. Dále je výhodný pro použití v extrémních letových výškách, kde by mohl být nedostatek atmosférického kyslíku pro chod proudových motorů. Na druhou stranu má raketový motor nejnižší efektivitu, protože kromě paliva musí letoun nést i okysličovadlo nutné pro spalování.
Pohon letounů pomocí raketového motoru není příliš obvyklý. Většinou se používá pouze pro experimentální letadla nebo jako doplňkový pohon v kombinaci s jiným z výše uvedených typů pohonů.

## Galerie

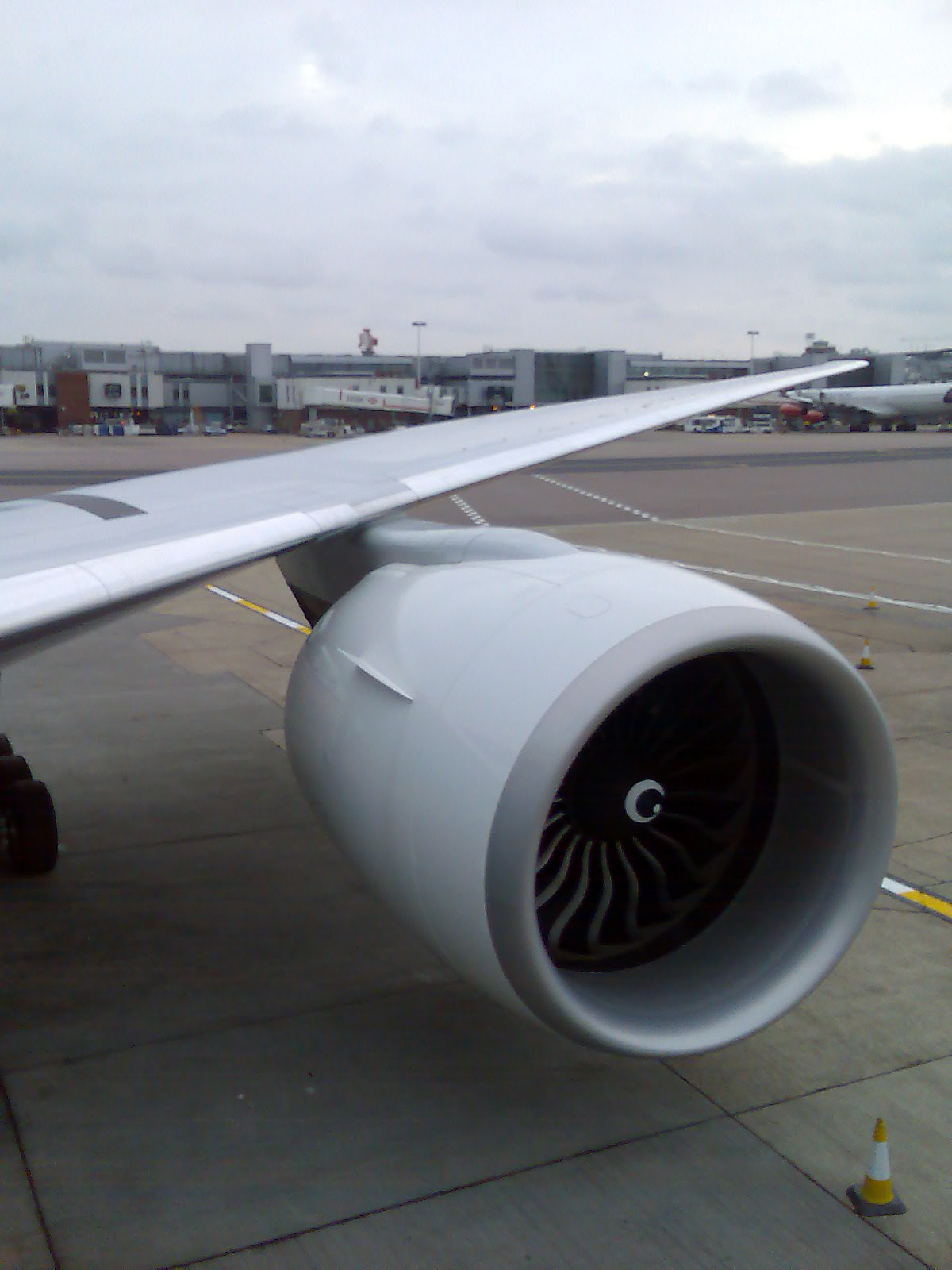
Turbodmychadlový motor General Electric GE90 umístěný pod křídlem letounu Boeing 777
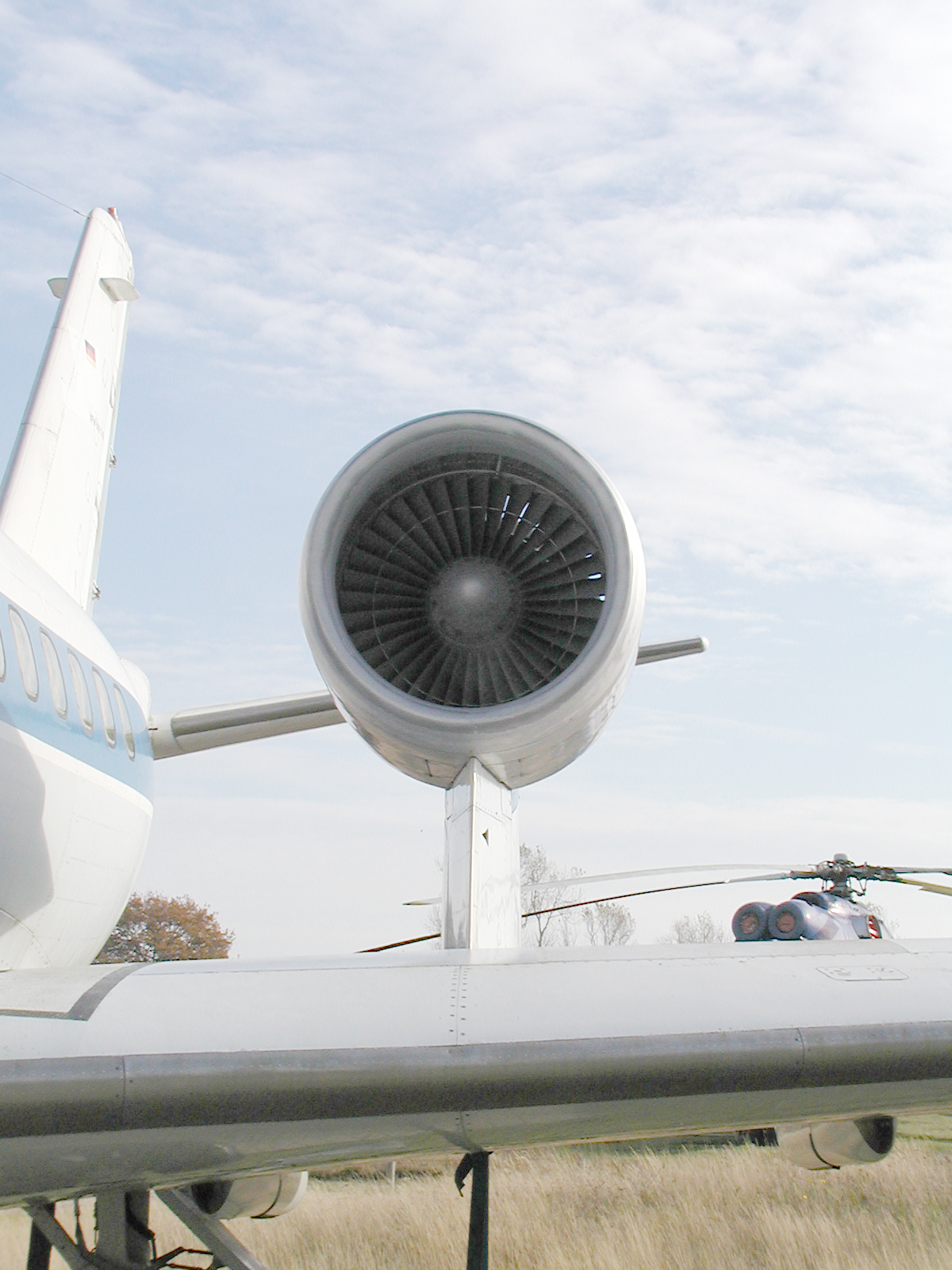
Turbodmychadlový motor umístěný nad křídlem letounu VFW 614
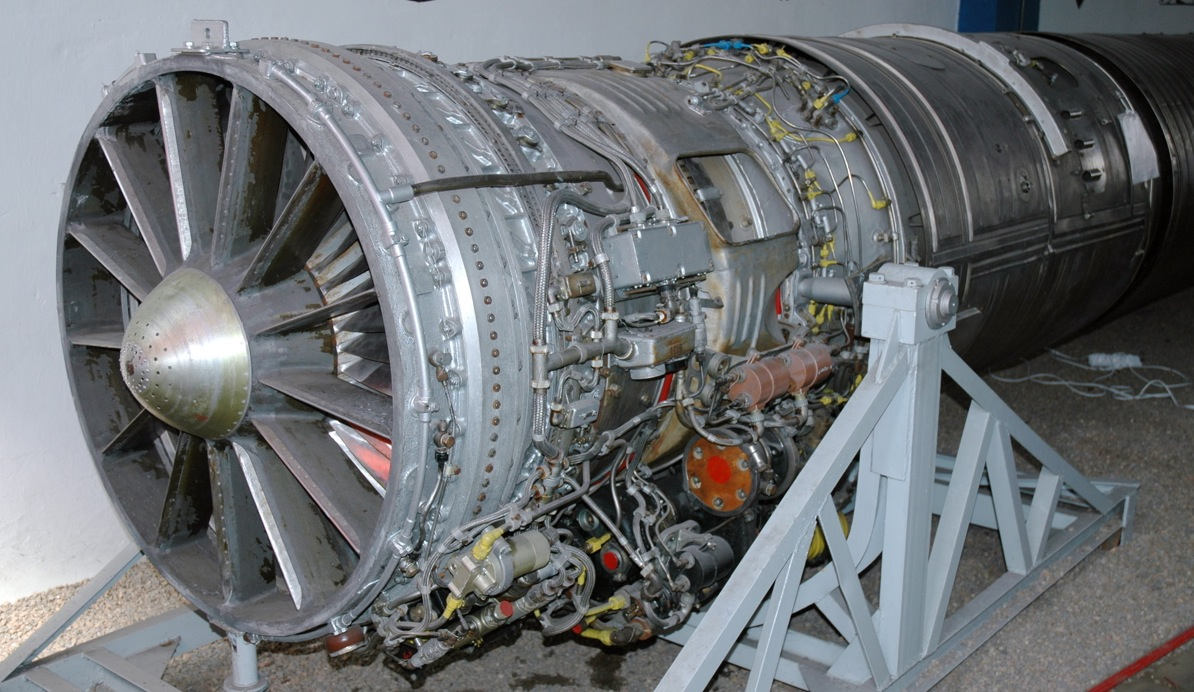
Proudový motor Ljulka AL-7
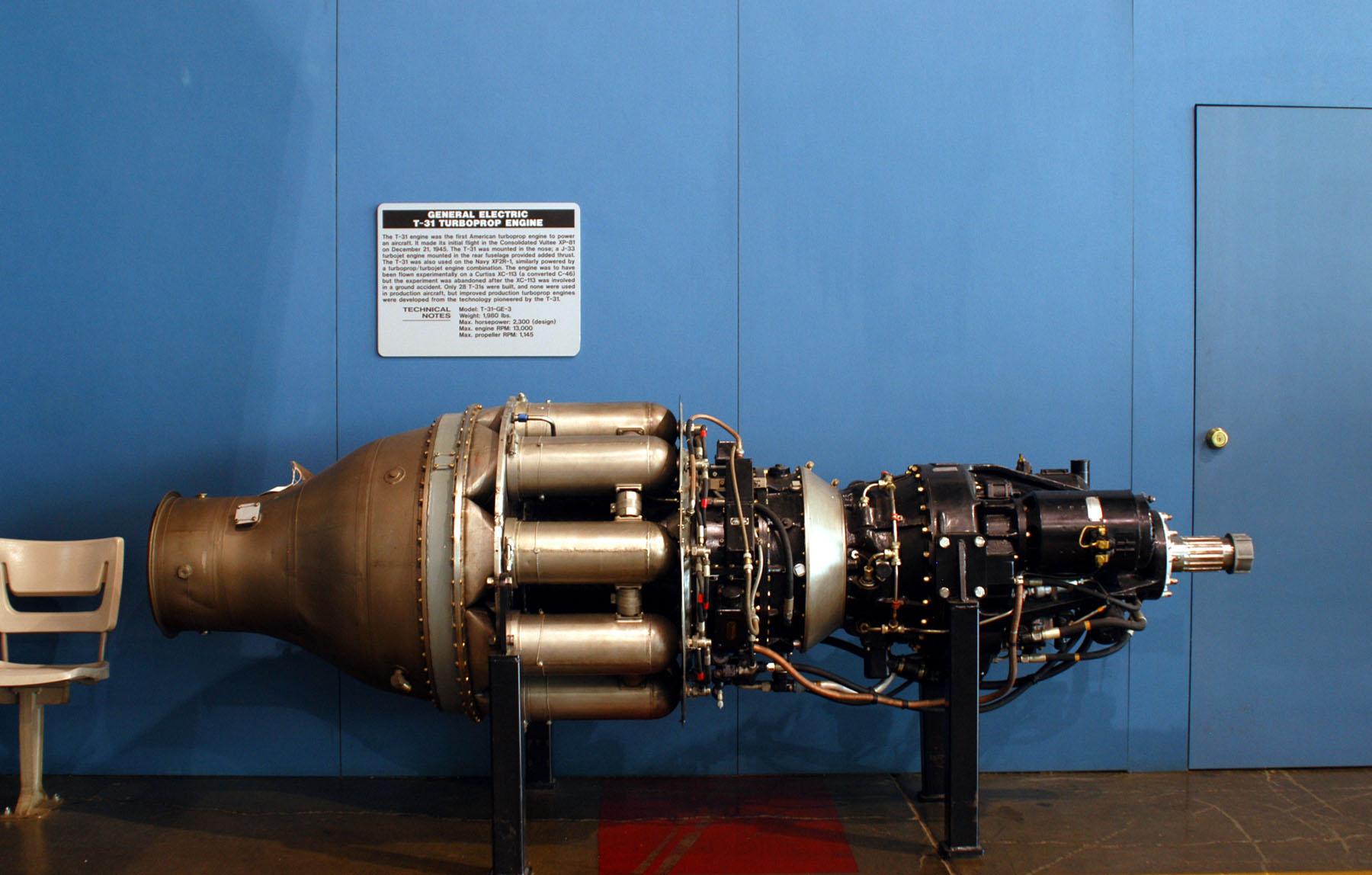
Turbovrtulový motor General Electric T31
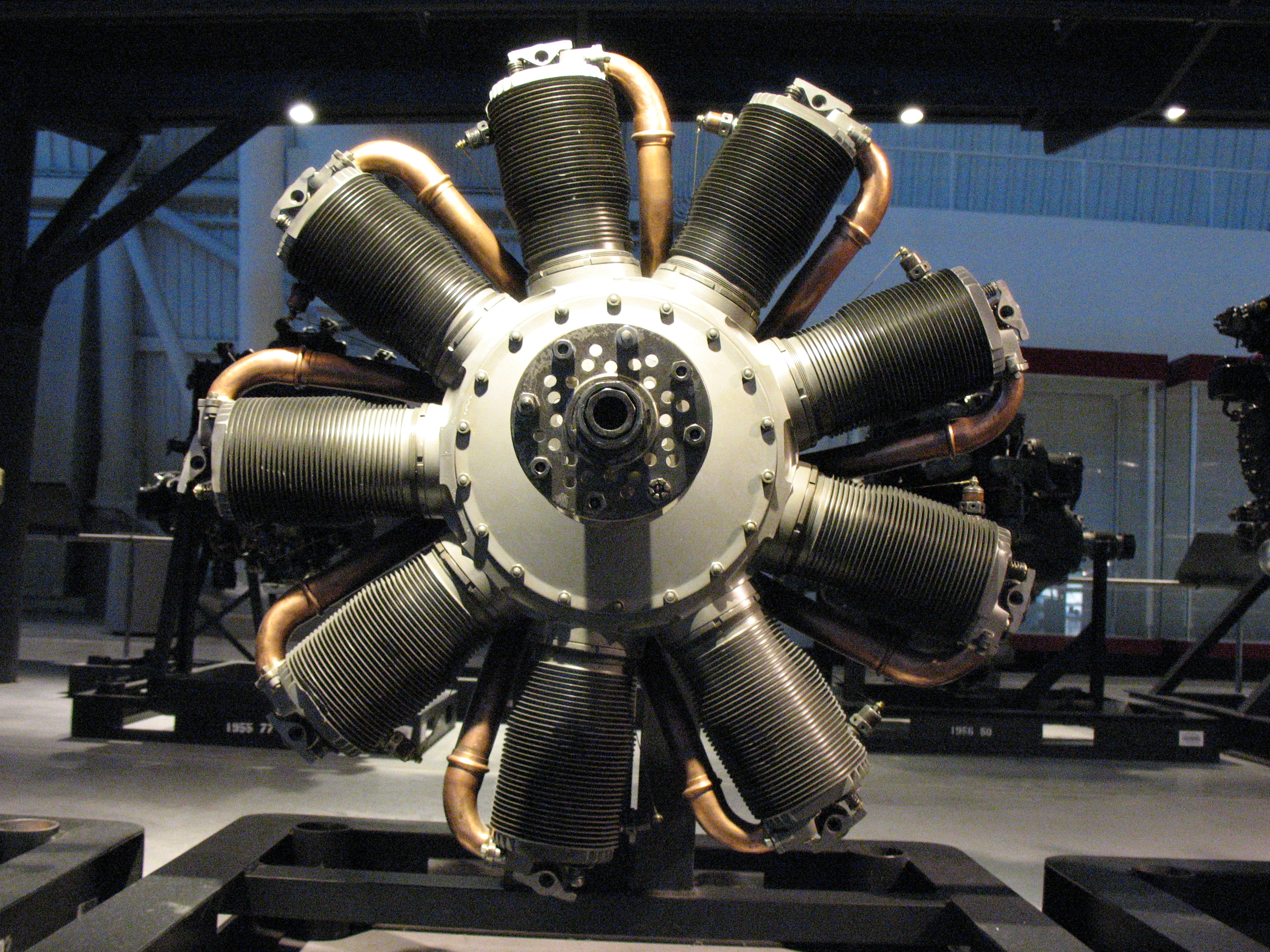
Rotační motor Le Rhône
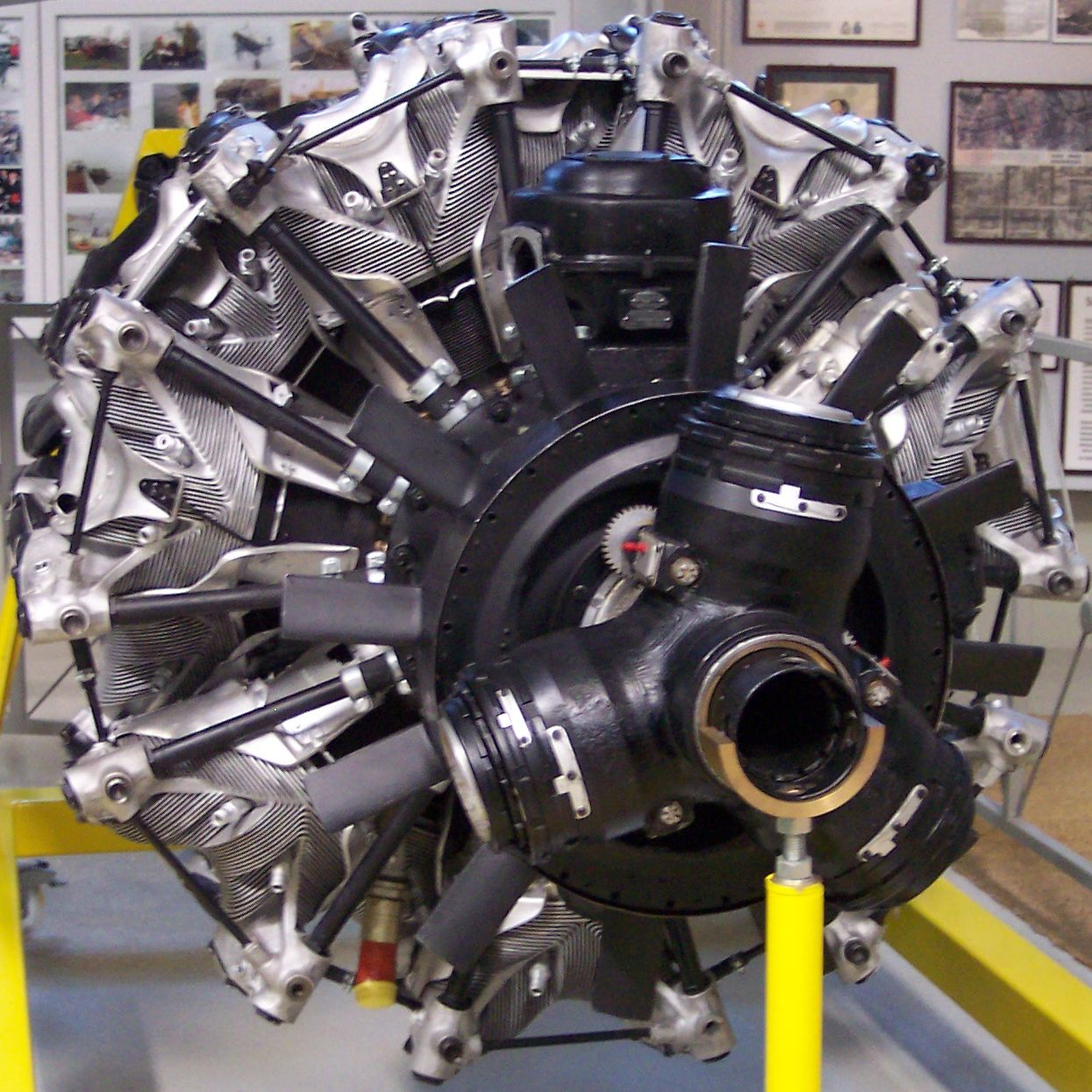
Hvězdicový motor BMW 801
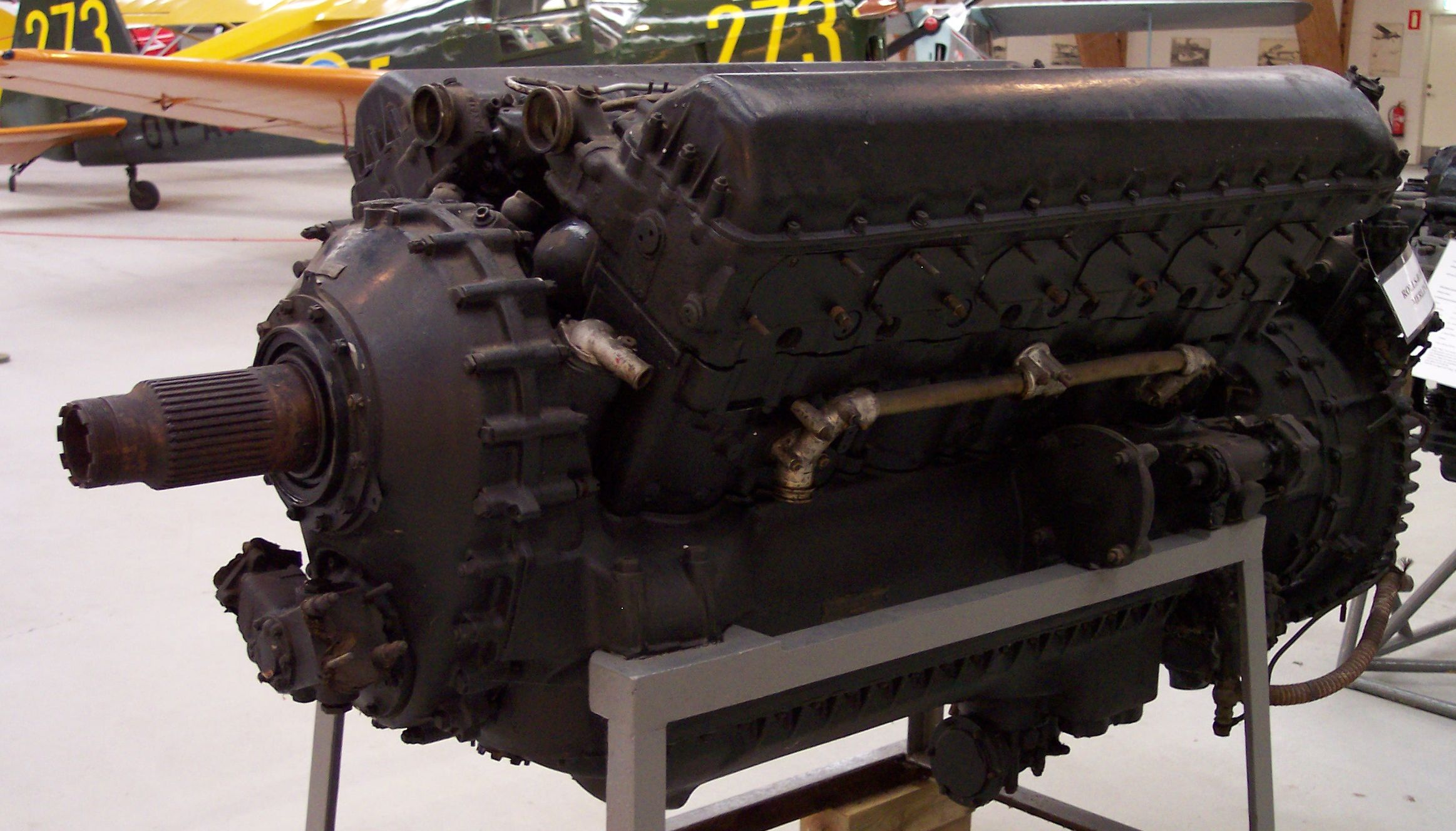
Dvanáctiválcový vidlicový motor Rolls-Royce Merlin
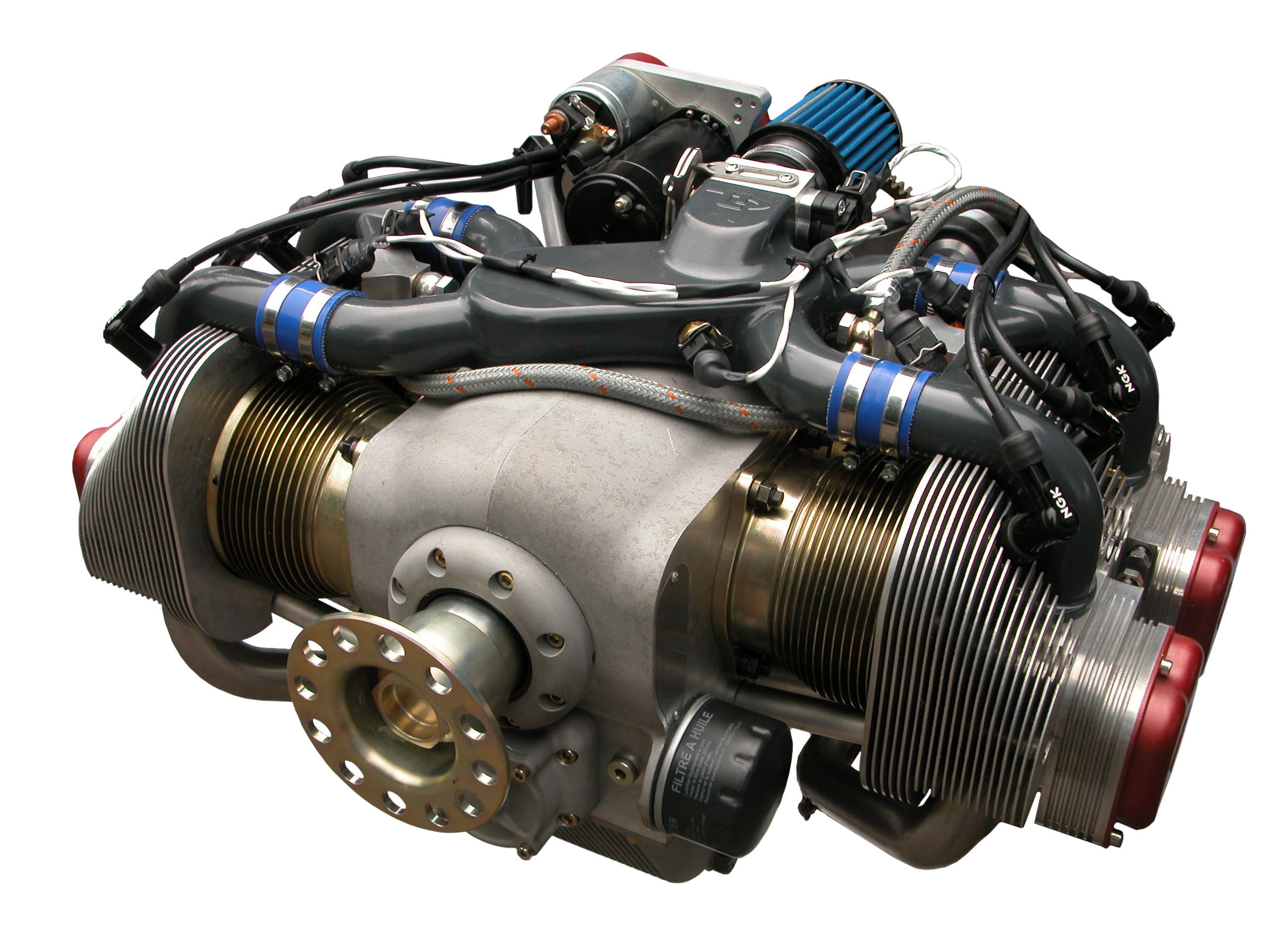
Plochý motor UL260i